# Domenico Casati
Domenico Casati (Treviglio, 21 giugno 1943) è un allenatore di calcio ed ex calciatore italiano, di ruolo difensore.

## Carriera

### Giocatore

Casati (in piedi, al centro) nel Perugia del 1971-1972

Proveniente dalla Trevigliese, dove è stato a lungo compagno di squadra nelle giovanili di Giacinto Facchetti, ha giocato nel ruolo di terzino nella stagione 1961-1962 nella Juventus, totalizzando 2 presenze, ha esordito in Serie A il 14 gennaio 1962 nella partita Juventus-Atalanta (1-1). Dopo passa al Potenza dove  rimane dal 1963 al 1965 disputando da titolare due campionati di Serie B.
Nel 1965 rientra alla Juventus ma viene presto ceduto all'Atalanta, con cui disputa il campionato 1965-1966.
Passa poi al Brescia (Serie A 1966-1967 e 1967-1968) e in seguito al Pisa (Serie A 1968-1969 e Serie B 1969-1970) e al Perugia (Serie B 1970-1971, 1971-1972 e 1972-1973), per poi tornare e terminare la carriera al Brescia (Serie B 1973-1974, 1974-1975 e 1975-1976).
In carriera ha collezionato complessivamente 77 presenze e 2 reti in Serie A e 282 presenze e 5 reti in Serie B.

### Allenatore
Cessata l'attività agonistica, ha iniziato quella di allenatore nei settori giovanili di Atalanta e Verona. In seguito è stato a lungo nel ruolo di vice di Ottavio Bianchi (Napoli, Roma e Inter) e successivamente di Emiliano Mondonico (Torino, Albinoleffe).
Ha collaborato anche con Avellino, Foggia e Cremonese e FeralpiSalò.